# Homeworld 2
Homeworld 2 (с англ. — «Родной мир 2») — компьютерная игра, стратегия на космическую тему, продолжение Homeworld. Разработана компанией Relic Entertainment, издана в 2003 году компанией Sierra Entertainment. Действие игры разворачивается сто лет спустя после событий «Homeworld: Cataclysm», когда хиигарцам начинает угрожать новый враг — кочевники вэйгры. Графика и аудио игры являются существенно улучшенными по сравнению с первой частью. Также, стратегии игры за вэйгров и хиигарцев теперь многим отличаются благодаря существенным различиям в тактико-технических характеристиках кораблей обеих рас, в отличие от практически одинаковых кораблей кушан и таидан в первой части.
Следует упомянуть что, хотя Homeworld: Cataclysm считается официальным дополнением к первой части, создатели второй игры старательно избегают его упоминания во 2-й части, ввиду спорности нововведений дополнения, но, при этом, признают, что события Homeworld: Cataclysm имели место в истории вселенной HW.
В 2014 году правами на серию Homeworld приобрела Gearbox Software.
В 2015 году вышло переиздание игры под названием Homeworld Remastered Collection, включающее в себя и оригинальные части.

## Сюжет
События игры происходят через ≈115 лет после возвращения кушан (ныне хиигарцев/хиигаран) на свою историческую Родину — планету Хиигара. На горизонте появляется новая опасность — воинственная раса кочевников-вэйгров (англ. Vaygr) объединяется под началом полководца Мака́ана и захватывает все миры, какие стояли на пути, после чего устремляет свой взор на Хиигару. В кратчайшие сроки втайне от всех строится новый материнский корабль — «Гордость Хиигары» (материнский корабль из HW1 давно стал верфью на орбите Хиигары), управление которым вновь берёт уже известная игрокам Каран С’джет (предшествующая связь с гиперядром сделала Каран биологически бессмертной, как Бентуси). Прямо во время проверки работы систем на базу нападают вэйгры; пока не готовая к масштабной битве «Гордость» успевает скрыться в гиперпространстве.
Вэйгры начинают полномасштабное наступление на территории Хиигары в космосе. После боёв с кочевниками на контакт с хиигарцами выходит «Бентус», последний корабль Бентуси, с Пророчеством: Саджу́ук из расы Предтечей (англ. Progenitors), первой разумной расы в галактике, создал три гиперядра, «чтобы открыть тайну гиперпространства». На данный момент Предтечи исчезли, но Триада из гипер-ядер осталась: одно ядро попало в руки Бентуси, другое — к хиигарцам (а позднее и к заново обнаружившим его потомкам на Кхараке), третье — к вэйграм; если соединить все три ядра вместе, их сила пробудит «Саджуук» — легендарный корабль Предтеч, — и Макаан знает об этом.
В ходе своего дальнейшего путешествия хиигарцы захватывают наполовину функционирующий Дредноут Предтечей и подвергаются преследованию неуязвимых к обычному оружию Хранителей той же самой расы. Подоспевший на помощь «Бентус» чинит Дредноут до полной функциональности, а затем Бентуси подрывают себя вместе с наседающими Хранителями, лишь бы хиигарцы забрали их гиперядро и исполнили Пророчество.
Позже флот хиигарцев сталкивается лицом к лицу с Макааном и даже одолевает его, но тот в последний момент сбегает к гиперпространственным вратам (которые можно открыть только с помощью кораблей Предтечей, ибо те являются создателями врат), ведущим прямиком к «Саджууку». «Гордость» устремляется вслед за Макааном и уничтожает его, получая доступ к третьему гиперядру. Все три ядра устанавливаются в «Саджуук», экипаж пересаживается туда с материнского корабля, и лишённая своего ядра «Гордость Хиигары» остаётся навечно дрейфовать в космосе.
Флот уже во главе с пробуждённым «Саджууком» возвращается к Хиигаре. Положение критическое: мало того, что блокадный флот вэйгров многократно превосходит защитников числом, так ещё на орбиту планеты прибывают уничтожители атмосферы, уязвимые только перед «Саджууком», который низводит их до атомов. Лишившись такого огромного преимущества и потеряв всю свою осадную группировку, вэйгры отступают.
Война заканчивается победой хиигарцев. После поражения вэйгры вновь раскалываются на бесконечно воюющие друг с другом племена. Каран С’джет становится Саджуук-Кхар — Хранительницей Триады гиперядер. Эта Триада открывает «Око Аарра́на» — гиперпространственные врата, которые затем активируют всю галактическую сеть, отлично сохранившуюся с самой поры её создания Предтечами. Эпоха бесконечных галактических войн заканчивается, начинается новая эпоха — «Эпоха С’джет».

## Классы кораблей
Система классов игры почти такая же как и в первой части, с несколькими добавками:
- Истребители — эскадрильи малых истребительных и штурмовых кораблей. Эскадрильи хиигарцев состоят из 5 истребителей, у вэйгров — из 7.
- Корветы — легкие корабли. Тяжелее и медлительнее истребителей, но лучше бронированы и лучше вооружены. Эскадрильи: по 3 в каждой у хиигарцев, и по 4 (кроме командных корветов) у вэйгров, и по одному корвету — минному заградителю для обеих рас.
- Фрегаты — обширный класс самых лёгких из тяжёлых кораблей, выполняющих различные функции.
- Тяжёлые корабли — верфь, флагман, носители, эсминцы, линкоры.
- Вспомогательные корабли — зонды, ресурсодобывающие корабли, мобильные очистительные заводы.
- Платформы — гиперврата, турели (кинетические, ионные и ракетные).

Большинство кораблей хиигарцев многоцелевые, тогда как корабли вэйгров более специализированы.
Флот вэйгров делает ставку на ракетные системы вооружений, а флот хиигарцев — на ионно-лучевые.

## Расы
В игре четыре основных расы: хиигаряне, вэйгры, бентуси и предтечи.

### Хиигарцы (Hiigarans)
Кушане из «Homeworld», вернувшиеся на родную планету, Хиигару. Теперь они защищают свою Родину от нового врага.

### Вэйгры (Vaygr)
Многие технологии вэйгров напоминают технологии таидан. Это неудивительно, так как в своём крестовом походе вэйгры завоевали многие цивилизации, включая миры бывшей Таиданской Империи. Предводитель вэйгров — Макаан, — непревзойдённый стратег.

### Бентуси (Bentusi)
Древняя, высокотехнологичная раса торговцев, называющая себя Свободными (Unbound). Все Бентуси являются единым целым со своим кораблём. Во второй части игры в галактике HW остался лишь один корабль Бентуси — их флагман «Бентус» (по другим данным — Harbour ship — Гавань). Судьба остальных неизвестна. (Возможно (и скорее всего), они уничтожены вэйграми и их союзниками. То есть уничтожены все другие оставшиеся в галактике HW Бентуси.) Также, по сюжету «Homeworld: Cataclysm», многие Бентуси бежали в другую галактику, гонимые страхом перед вторжением Твари.

### Предтечи (Progenitors)
Эта сверхмогучая и технологически высокоразвитая раса вымерла около 10 000 лет до событий игры. От них осталось множество артефактов, в том числе 3 ключевых гиперядра (одно из этих ядер у Хиигарцев, другое у Вейгров, третье у Бентуси).
Остатки былой мощи Предтеч — непобедимые беспилотные корабли — охраняют один из двух Дредноутов — защитников («привратников») Саджуука. Они играют одну из важных ролей в игре. Все корабли Предтеч обладают несравнимо высокими характеристиками по сравнению с кораблями аналогичного класса хиигарцев/вэйгров. Корабли Хранителей подразделяются на 3 типа:
1. Хранитель: класс — эсминец/носитель. Вооружение — лучевое орудие, равное по мощности орудию Дредноута. Особенности — высокая живучесть, умение мгновенно исчезать в случае высоких повреждений, после чего возвращаться в бой ещё сильнее, чем был до этого (увеличивается наносимый урон).
2. Дрон: класс — истребитель/бомбардировщик. Вооружение — пушка, равная по мощности орудиям торпедного фрегата. Особенности — высокая скорость, высокая манёвренность.
3. Тягач: класс — корвет/рабочий. Вооружение — 2 пушки в передней части, равные по мощности орудиям бомбардировщика. Особенности — «обитают» в обломках древних кораблей и невосприимчивы к разрушительному радиоактивному излучению. Нападают исключительно группой, хотя каждая единица автономна. Умеют буксировать повреждённые корабли. После их изучения хиигарцами с помощью артефакта «Оракул» тягачи теперь умеют делать и хиигарцы (только на материнском корабле, так как постройка тягачей требует отдельный уникальный модуль).

## Оценки
| Сводный рейтинг            | Сводный рейтинг   |
| Агрегатор                  | Оценка            |
| -------------------------- | ----------------- |
| GameRankings               | 84,99 %           |
| Metacritic                 | 83/100 (31 обзор) |
| MobyRank                   | 79/100            |
| Иноязычные издания         |                   |
| Издание                    | Оценка            |
| 1UP.com                    | B+                |
| AllGame                    | [ 5 ]             |
| Eurogamer                  | 6/10              |
| GameRevolution             | B                 |
| GameSpot                   | 8,7/10            |
| GameSpy                    | [ 9 ]             |
| IGN                        | 9/10              |
| PC Zone                    | 8,1/10            |
| Русскоязычные издания      |                   |
| Издание                    | Оценка            |
| Absolute Games             | 75 %              |
| «Домашний ПК»              | [ 13 ]            |
| «Игромания»                | 8,5/10            |
| Награды                    |                   |
| Издание                    | Награда           |
| «Домашний ПК»              | «Выбор редакции»  |
| «Лучшие компьютерные игры» | Орден журнала     |

| Сводный рейтинг | Сводный рейтинг |
| Агрегатор       | Оценка          |
| --------------- | --------------- |
| GameRankings    | 87,66 %         |

## История выпусков серии
- В 2000 году было выпущено самостоятельное дополнение Homeworld: Cataclysm.
- В 2003-м году вышла вторая часть — Homeworld 2.
- В 2014 году, во время выставки PAX East, студия Gearbox Software объявила о новом сборнике Homeworld Remastered Collection[17].
- 25 февраля 2015 года в продажу поступил сборник Homeworld Remastered Collection[18].
- 20 января 2016 года была выпущена Homeworld: Deserts of Kharak.